# 世叔齐
世叔齐（？—？），《左传》作太叔疾，即太叔悼子，姬姓，谥号悼，名申、疾，卫国世叔/太叔氏。
晋悼公的儿子慭逃亡到卫国，让他女儿为他驾车打猎。大叔懿子留慭喝酒，就聘他的女儿做妻子，生了悼子世叔齐。世叔齐娶了宋国子朝的女儿，她的妹妹受宠。子朝逃亡出国，孔文子让世叔齐休妻，把自己的女儿嫁给他。世叔齐派随从引诱他前妻的妹妹，安置在犁地，为她造了一所房子，就像有两个妻子。孔文子打怒，要攻打世叔齐，孔子劝阻他，孔文子夺回了女儿，世叔齐在外州和另一个女人通奸，外州人夺走了世叔齐的车子献给卫灵公。太叔疾羞耻这两件事，前484年冬季，世叔齐逃亡到宋国。卫国人立了他弟弟太叔遗做继承人，让他娶了孔姞。世叔齐做宋国向魋的家臣，把珍珠献给向魋，向魋赠他城鉏。宋景公索取珍珠，向魋不给，得罪了宋景公。向魋逃亡出国后，城鉏人攻打世叔齐。卫庄公让世叔齐回到卫国，让他待在巢地，最后死在那里。停放棺材在郧地，安葬在少禘。
当初世叔齐即位时，他的外甥夏戊做了大夫。世叔齐逃亡，卫国削去夏戊的官爵和封邑。卫国人灭夏丁氏，把家产赐给彭封弥子。弥子瑕请卫出公喝酒，进献夏戊的女儿，卫出公宠爱她，让她做了夫人。她的弟弟期，是太叔疾的从外孙，小时候养在宫中，卫出公让他做司徒。